# Günther Glomb
Günther Glomb, né le 17 août 1930 et mort le 13 août 2015, est un footballeur puis entraîneur de football allemand. Il évoluait au poste d'attaquant.

## Biographie
Il joue dans trois clubs différents mais ne remporte aucun titre. Il évolue notamment au 1. FC Nuremberg de 1951 à 1959.
En tant qu'entraîneur, il dirige le Bonner SC deux saisons avant d'aller entraîner la sélection thaïlandaise pendant 17 ans, permettant à l'équipe nationale de participer aux Jeux olympiques de 1968 et de terminer troisième de la Coupe d'Asie des nations 1972.